# Cicirra decemmaculata
Cicirra decemmaculata är en spindelart som beskrevs av Simon 1886. Cicirra decemmaculata ingår i släktet Cicirra och familjen Desidae.
Artens utbredningsområde är Tasmanien. Inga underarter finns listade i Catalogue of Life.